# Бенятинська-Вода
Бенятинська-Вода (словац. Beňatinská voda) — річка; ліва притока Собранецького потоку, протікає  в окрузі  Собранці.
Довжина приблизно 11,0—11,5 км. Витік знаходиться в масиві Вигорлат; схил гори Вітрова-Скала — на висоті приблизно 900 метрів.
Протікає територією сіл Бенятіна і Хоньковце.. Впадає у Собранецький потік на висоті приблизно 215 метрів.